# Hypsilurus hikidanus
Hypsilurus hikidanus — вид ігуаноподібних ящірок родини агамових (Agamidae). Ендемік Нової Гвінеї.

## Поширення і екологія
Hypsilurus hikidanus відомі за кількома зразками, зібраними в районі міста Енароталі в регіоні озер Паніай в Індонезії, в районі Ватабунги в папуанській провінції Східний Гайлендс та на горі Вільгельм в горах Бісмарка. Вони живуть у вологих гірських тропічних лісах.